# Comté de Mitchell (Caroline du Nord)
Pour les articles homonymes, voir Mitchell et Comté de Mitchell.
Le comté de Mitchell est un comté des États-Unis, situé dans l'État de Caroline du Nord.

## Démographie
| 1870  | 1880  | 1890   | 1900   | 1910   | 1920   |
| ----- | ----- | ------ | ------ | ------ | ------ |
| 4 705 | 9 435 | 12 807 | 15 221 | 17 245 | 11 278 |

| 1930   | 1940   | 1950   | 1960   | 1970   | 1980   |
| ------ | ------ | ------ | ------ | ------ | ------ |
| 13 962 | 15 980 | 15 143 | 13 906 | 13 447 | 14 428 |

| 1990   | 2000   | 2010   | - | - | - |
| ------ | ------ | ------ | - | - | - |
| 14 433 | 15 687 | 15 579 | - | - | - |